# Sportverein Austria Salzburg
El Sportverein Austria Salzburg es un club de fútbol austriaco de la ciudad de Salzburgo. Actualmente milita en la Liga Regional de Austria, tercer nivel del fútbol austriaco.

## Historia

### Antecedentes
El SV Austria Salzburgo fue fundado el 13 de septiembre de 1933 bajo el nombre de SV Austria Salzburgo. En 1978 cambió el nombre por SV Casino Salzburg y en 1997 volvió a cambiar a SV Wüstenrot Salzburg. El 6 de abril de 2005 la empresa de bebidas energéticas Red Bull compró el club, cambiándole el nombre a Red Bull Salzburg, lo que generó malestar entre algunos hinchas, quienes procedieron a refundar el antiguo equipo con el mismo nombre que tenía antes de su venta a Red Bull.

### Refundación del SV Austria
En octubre de 2005 el SV Austria volvió a ser fundado, aunque toda su historia y títulos que había conseguido pasó al equipo que compró Red Bull.

### Plantilla 2021/22

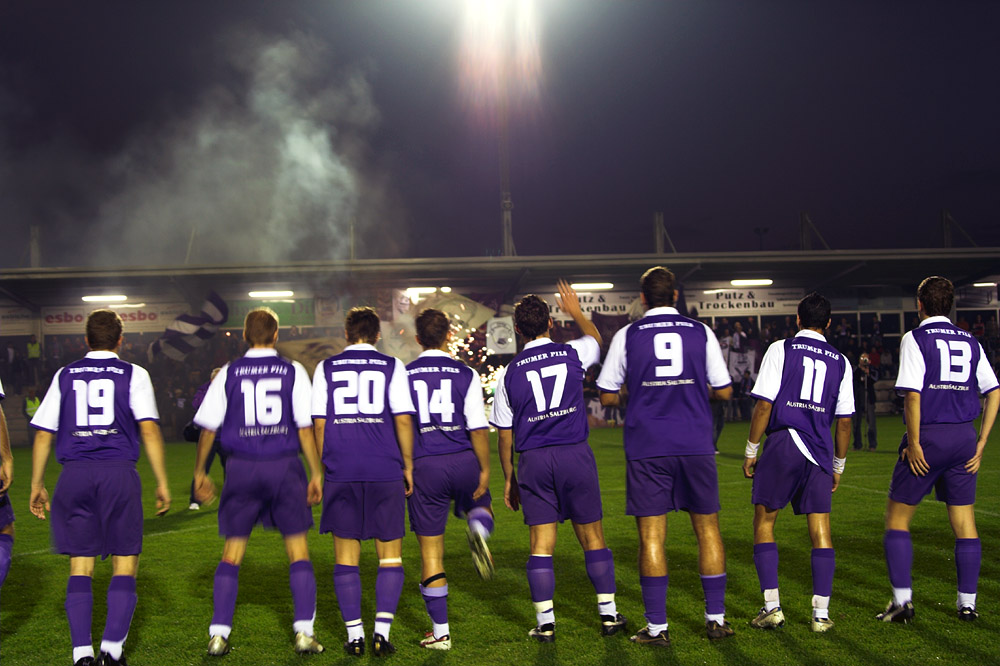
Imagen del equipo